# Pholiota brunnescens
Pholiota brunnescens är en svampart som beskrevs av A.H. Sm. & Hesler 1968. Pholiota brunnescens ingår i släktet tofsskivlingar och familjen Strophariaceae.   Inga underarter finns listade i Catalogue of Life.